# Kelela
Kelela (artiestennaam van: Kelela Mizanekristos) (Washington D.C., 6 juni 1983) is een Amerikaanse zangeres met ethiopische roots. Haar muziek beslaat een diverse mix aan dance stijlen en heeft ook veel invloeden uit de Moderne r&b. Opvallend is daarbij dat ze als Amerikaanse zangeres muziek maakt met veel Britse invloeden. Kelela werkt met een grote hoeveelheid verschillende producers samen. Kelela manifesteert zich openlijk als Queer. 

## Biografie
Kelela groeit op in Maryland in een van de voorsteden van Washington D.C.. Ze begint als scholiere met muziek. Ze speelt daarbij viool en zing in een koor. Na de middelbare school gaat ze verder in de muziek door  jazz te gaan studeren aan de American University. Nadat ze afstudeert zingt ze in diverse bands en werkt ze als telemarketeer voor de kost. In 2010 verhuist ze naar Los Angeles. Daar komt ze in contact met de dancegroep Teengirl Fantasy, waarvoor ze het nummer EFX (2012) mag zingen. Via deze groep komt ze in contact met diverse producers in hun netwerk waaronder Producer, Bok Bok, Girl Unit, Jam City en Nguzunguzu. Ze nemen de Cut 4 Me mixtape op die als album te downloaden is. Op dit album laat ze veel invloeden horen uit het Britse Grime-geluid. Pas in 2015 is het album ook op een fysieke geluidsdrager te koop. Ze brengt daarna nog enkele singles uit en wordt gescout door Warp Records, waar ze een platencontract tekent. Daar verschijnt in 2015 de ep Hallucinogen. Aan de ep werken diverse producers waarvan Arca de bekendste is. Ook schrijft ze het nummer All the Way Down samen met Jess Glynne.
In 2017 verschijnt haar echte debuutalbum met Take Me Apart. Hier keren enkele producers met wie ze werkte terug en is ook Arca weer van de partij. Het album verkoopt goed en bereikt ook de Amerikaanse hitlijsten. Er wordt ook een remixversie van het album gemaakt. Een tussendoortje is het album Aquaphoria, dat ze met dj/producer Asmara opneemt. Daarna is het een tijd rustig, mede doordat ze met een writersblock kampt. Al ontstaat er nog een rel als iemand haar twitteraccount hackt op er gameconsoles te verkopen. Er wordt beweerd dat het een publiciteitsstunt is maar dit ontkent ze stellig. Hierop worden diverse ambient platen van verschillende producers aan elkaar gemixt, waarop ze zelf zingt. In 2023 verschijnt opvolger Raven.

## Discografie

### Albums
- Cut 4 Me (2013)
- Take Me Apart (2017)
- Take Me Apart: The Remixes (2018)
- Aquaphoria (ft. Asmara)
- Raven (2023)